# Ferhat Uğur
Ferhat Uğur (* 9. Mai 1996 in Kocasinan) ist ein türkischer Fußballspieler.

## Karriere
Uğur begann 2007 in der Jugend von Kayseri Erciyesspor mit dem Vereinsfußball.
Zur Saison 2015/16 wurde er erstmals am Training der Profimannschaft beteiligt und gab schließlich am 14. August 2015 in der Ligapartie gegen Boluspor sein Profidebüt. Zum Ende der Saison 2014/15 hatte er von seinem Klub auch einen Profivertrag erhalten.